# Kalammana Gudi, Tirthahalli
Kalammana Gudi là một làng thuộc tehsil Tirthahalli, huyện Shimoga, bang Karnataka, Ấn Độ.